# Tân Tây, Gò Công Đông
Tân Tây là một xã thuộc huyện Gò Công Đông, tỉnh Tiền Giang, Việt Nam.

## Địa lý

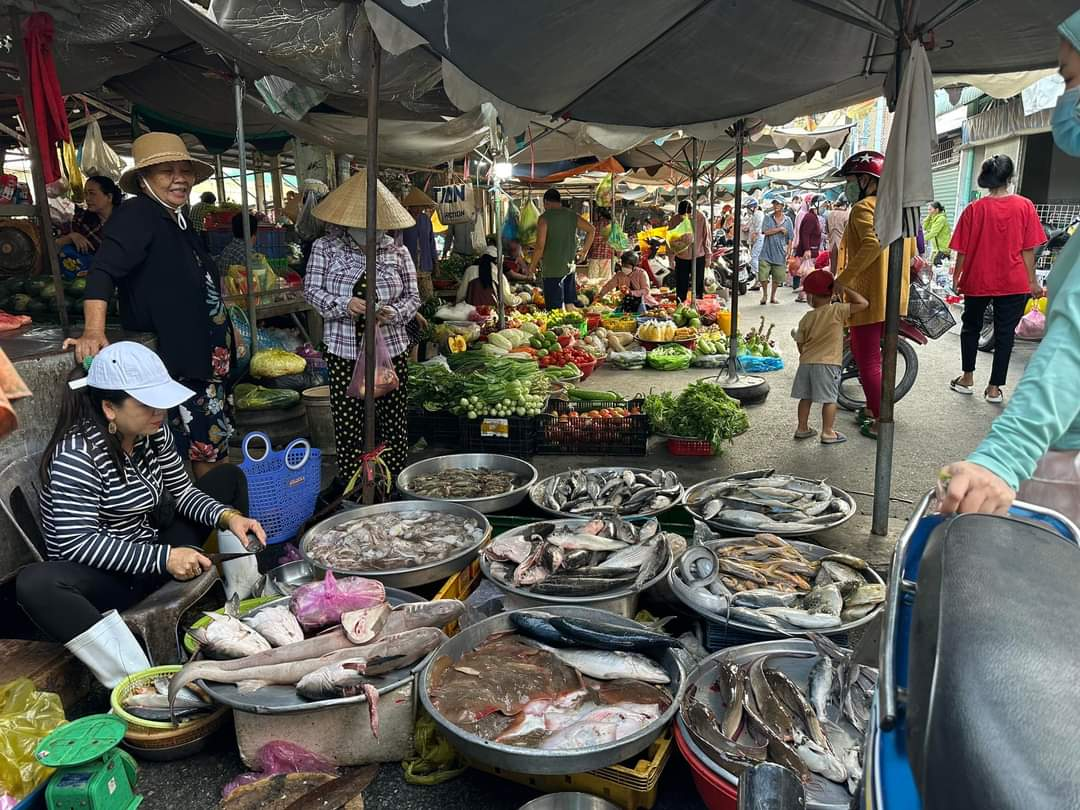

Xã Tân Tây có vị trí địa lý:
- Phía đông giáp xã Kiểng Phước
- Phía tây giáp thành phố Gò Công
- Phía nam giáp xã Tân Đông
- Phía bắc giáp xã Gia Thuận và xã Tân Phước.

Xã Tân Tây có diện tích 14,53 km², dân số năm 1999 là 14.065 người, mật độ dân số đạt 968 người/km².

## Lịch sử
Sau năm 1975, Tân Tây là một xã thuộc huyện Gò Công cũ.
Ngày 13 tháng 4 năm 1979, Hội đồng Chính phủ ban hành Quyết định số 155-CP. Theo đó, chia huyện Gò Công thành hai huyện Gò Công Đông và Gò Công Tây, xã Tân Tây thuộc huyện Gò Công Đông như hiện nay.